# 1657 Ремера
1657 Ремера (1657 Roemera) — астероїд головного поясу, відкритий 6 березня 1961 року.
Тіссеранів параметр щодо Юпітера — 3,414.